# Letnie Grand Prix kobiet w skokach narciarskich 2020 – Frenštát
Zawody inaugurujące Letnie Grand Prix kobiet w skokach narciarskich 2020 zostały rozegrane we Frenštácie pod Radhoštěm w dniu 15 sierpnia 2020 roku.

## Skocznia
| Skocznia | Skocznia      | Miejscowość | Punkt K | HS     | Rekord skoczni | Rekord skoczni | Rekord skoczni |
| -------- | ------------- | ----------- | ------- | ------ | -------------- | -------------- | -------------- |
|          | Areal Horečky | Frenštát    | K-95    | HS-106 | 104,0 m        | Nika Križnar   | 18.08.2019     |

## Program zawodów
| Dzień       | Konkurencja          | Początek (CET) | Liczba uczestniczek |
| ----------- | -------------------- | -------------- | ------------------- |
| 14 sierpnia | Oficjalny trening    | 15:00          | —                   |
| 15 sierpnia | Seria próbna         | 9:00           | —                   |
| 15 sierpnia | Konkurs indywidualny | 10:30          | 27                  |

## Jury
Dyrektorem konkursów podczas zawodów Letniego Grand Prix kobiet we Frenštácie był Jan Baier oraz, z ramienia Międzynarodowej Federacji Narciarskiej, dyrektor zawodów Pucharu Świata Chika Yoshida. Jej asystentem był, podobnie jak w innych oficjalnych zawodach organizowanych przez FIS, Miran Tepeš. Kontrolą sprzętu zajmowała się Agnieszka Baczkowska.
| Sędzia            | Stanowisko   |
| Sędzia            | Konkurs ind. |
| ----------------- | ------------ |
| Václav Kraml      | A            |
| Vladimimir Flak   | B            |
| Daneš Raich       | C            |
| Wolfgang Reissner | D            |
| Václav Král       | E            |

## Wyniki

### Konkurs indywidualny – 15 sierpnia 2020
| Pozycja | BIB | Zawodniczka         | Reprezentacja     | Skok 1 | Skok 2 | Wynik |
| ------- | --- | ------------------- | ----------------- | ------ | ------ | ----- |
| 01 !    | 27  | Nika Križnar        | Słowenia          | 97,5 m | 97,0 m | 221,9 |
| 02 !    | 25  | Marita Kramer       | Austria           | 95,0 m | 93,0 m | 191,2 |
| 03 !    | 26  | Ema Klinec          | Słowenia          | 90,5 m | 89,5 m | 189,4 |
| 4.      | 23  | Julia Clair         | Francja           | 86,5 m | 98,5 m | 187,2 |
| 5.      | 18  | Joséphine Pagnier   | Francja           | 88,5 m | 95,5 m | 185,7 |
| 6.      | 21  | Kinga Rajda         | Polska            | 95,5 m | 89,0 m | 183,0 |
| 7.      | 24  | Špela Rogelj        | Słowenia          | 92,0 m | 86,0 m | 180,6 |
| 8.      | 16  | Jerneja Brecl       | Słowenia          | 95,0 m | 83,0 m | 178,9 |
| 9.      | 22  | Katra Komar         | Słowenia          | 91,0 m | 82,5 m | 170,7 |
| 10.     | 6   | Karolína Indráčková | Czechy            | 90,0 m | 79,5 m | 157,7 |
| 11.     | 14  | Štěpánka Ptáčková   | Czechy            | 93,5 m | 96,5 m | 157,0 |
| 12.     | 20  | Agnes Reisch        | Niemcy            | 86,5 m | 82,0 m | 148,0 |
| 13.     | 15  | Sophie Sorschag     | Austria           | 76,0 m | 85,0 m | 144,7 |
| 14.     | 17  | Océane Avocat Gros  | Francja           | 81,0 m | 77,5 m | 140,3 |
| 15.     | 4   | Klára Ulrichová     | Czechy            | 90,0 m | 95,5 m | 139,9 |
| 16.     | 19  | Daniela Haralambie  | Rumunia           | 82,0 m | 79,0 m | 137,9 |
| 17.     | 9   | Pauline Heßler      | Niemcy            | 71,0 m | 80,0 m | 113,9 |
| 18.     | 12  | Veronika Jenčová    | Czechy            | 74,5 m | 76,0 m | 113,4 |
| 19.     | 1   | Kamila Karpiel      | Polska            | 74,0 m | 74,0 m | 112,7 |
| 20.     | 13  | Lucile Morat        | Francja           | 77,5 m | 72,5 m | 111,5 |
| 21.     | 11  | Joanna Szwab        | Polska            | 74,0 m | 74,5 m | 105,4 |
| 22.     | 10  | Zdena Pešatová      | Czechy            | 74,5 m | 65,0 m | 93,5  |
| 23.     | 8   | Nina Lussi          | Stany Zjednoczone | 69,0 m | 69,5 m | 93,2  |
| 24.     | 2   | Vanessa Moharitsch  | Austria           | 71,0 m | 68,5 m | 91,3  |
| 25.     | 5   | Wiktoria Przybyła   | Polska            | 68,0 m | 71,5 m | 86,3  |
| 26.     | 7   | Hannah Wiegele      | Austria           | 66,5 m | 69,5 m | 80,2  |
| 27.     | 3   | Nicole Konderla     | Polska            | 65,5 m | 59,0 m | 62,5  |

## Klasyfikacje

### Klasyfikacja generalna
| Miejsce | Zawodniczka         | Występy | Punkty | Strata |
| ------- | ------------------- | ------- | ------ | ------ |
| 1.      | Nika Križnar        | 1       | 100    | –      |
| 2.      | Maren Lundby        | 1       | 80     | -20    |
| 3.      | Ema Klinec          | 1       | 60     | -40    |
| 4.      | Julia Clair         | 1       | 50     | -50    |
| 5.      | Joséphine Pagnier   | 1       | 45     | -55    |
| 6.      | Kinga Rajda         | 1       | 40     | -60    |
| 7.      | Špela Rogelj        | 1       | 36     | -64    |
| 8.      | Jerneja Brecl       | 1       | 32     | -68    |
| 9.      | Katra Komar         | 1       | 29     | -71    |
| 10.     | Karolína Indráčková | 1       | 26     | -74    |
| 11.     | Štěpánka Ptáčková   | 1       | 24     | -76    |
| 12.     | Agnes Reisch        | 1       | 22     | -78    |
| 13.     | Sophie Sorschag     | 1       | 20     | -80    |
| 14.     | Océane Avocat Gros  | 1       | 18     | -82    |
| 15.     | Klára Ulrichová     | 1       | 16     | -84    |
| 16.     | Daniela Haralambie  | 1       | 15     | -85    |
| 17.     | Pauline Heßler      | 1       | 14     | -86    |
| 18.     | Veronika Jenčová    | 1       | 13     | -87    |
| 19.     | Kamila Karpiel      | 1       | 12     | -88    |
| 20.     | Lucile Morat        | 1       | 11     | -89    |
| 21.     | Joanna Szwab        | 1       | 10     | -90    |
| 22.     | Zdena Pešatová      | 1       | 9      | -91    |
| 23.     | Nina Lussi          | 1       | 8      | -92    |
| 24.     | Vanessa Moharitsch  | 1       | 7      | -93    |
| 25.     | Wiktoria Przybyła   | 1       | 6      | -94    |
| 26.     | Hannah Wiegele      | 1       | 5      | -95    |
| 27.     | Nicole Konderla     | 1       | 4      | -96    |

### Klasyfikacja drużynowa
| Miejsce | Reprezentacja     | Występy | Konkursy | Konkursy | Punkty | Strata |
| Miejsce | Reprezentacja     | Występy | Ind.     | Druż.    | Punkty | Strata |
| ------- | ----------------- | ------- | -------- | -------- | ------ | ------ |
| 1.      | Słowenia          | 1       | 257      | –        | 257    | –      |
| 2.      | Francja           | 1       | 124      | –        | 124    | -113   |
| 3.      | Austria           | 1       | 112      | –        | 112    | -145   |
| 4.      | Czechy            | 1       | 88       | –        | 88     | -169   |
| 5.      | Polska            | 1       | 72       | –        | 72     | -185   |
| 6.      | Niemcy            | 1       | 36       | –        | 36     | -221   |
| 7.      | Rumunia           | 1       | 15       | –        | 15     | -242   |
| 8.      | Stany Zjednoczone | 1       | 8        | –        | 8      | -249   |